# Sindhi
El sindhi (سنڌي, सिन्धी sindhī) és la llengua de Sindh, regió del sud d'Àsia, que actualment és una província del Pakistan. Pertany al grup de les llengües indoàries (del subgrup de llengües indoiranianes de la família indoeuropea. És parlat per 18,5 milions de persones al Pakistan i 1,7 milions a l'Índia, i és el segon idioma més utilitzat al Pakistan, sent una llengua oficial al Sind des del govern de Zulfikar Ali Bhutto en la dècada de 1970, quan es van produir enfrontaments per la llengua per la preeminència de l'urdu. Malgrat ser una llengua indoiraniana, té fortes influències de les llengües dravídiques.
L'alfabet utilitzat per a la seva escriptura és un alfabet àrab modificat; però també s'utilitza l'alfabet devanagari, especialment a l'Índia. El sindhi en alfabet devanagari és menys comú, però més fàcil d'aprendre per als indis que poden escriure l'hindi, ja que també utilitza l'alfabet devanagari. Al Pakistan l'alfabet utilitzat per l'urdú, idioma oficial del país, és l'alfabet àrab, i el devanagari no és utilitzat en absolut, de manera que els pakistanesos que parlen sindhi sempre utilitzen l'alfabet àrab modificat.

## Història

### Orígens
El nom "sindhi" deriva del sànscrit síndhu, nom original del riu Indus, al llarg del delta del qual es parla sindhi.
Com altres llengües de la família indoària, el sindhi baixa de l'indoari antic (sànscrit) a través de l'indoari mitjà (pali, pràcrits secundaris i apabhramsha). Els erudits occidentals del segle xx, com George Abraham Grierson, creien que el sindhi descendia específicament del dialecte Vrācaḍa de Apabhramsha (descrit per Markandeya com a parlat a Sindhu-deśa, corresponent al Sindh modern), però treballs posteriors han demostrat que això és poc probable.

### Sindhi primitiu (segles X-XVI)
Els testimonis literaris del sindhi primitiu són escassos. Històricament, la literatura i la poesia religiosa ismailïta a l'Índia, que es remunta al segle XI de la nostra era, feia servir una llengua estretament relacionada amb el sindhi i el gujarati. Gran part d'aquesta obra té forma de ginans (un tipus d'himne devocional).
El sindhi va ser la primera llengua indoària a entrar en contacte estret amb l'àrab i el persa després de la conquesta omeia de Sindh l'any 712 dC. Segons la tradició sindhi, la primera traducció de l'Alcorà al sindhi es va iniciar el 883 dC. a Mansura, Sind. Així ho corroboren els relats d'Al-Ramhormuzi, però no és clar si l'idioma de la traducció era realment un predecessor del sindhi, ni tampoc se'n conserva el text.

### Sindhi medieval (segles XVI-XIX)
La literatura medieval sindhi és de gènere principalment religiós, i comprèn una poesia sincrètica sufí i advaita vedanta, aquesta última en la tradició devocional bhakti. El primer poeta sindhi conegut de tradició sufí és Qazi Qadan (1493-1551). Altres poetes primerencs van ser Shah Inat Rizvi (c. 1613-1701) i Shah Abdul Karim Bulri (1538-1623). Aquests poetes tenien una inclinació mística que va influir profundament a la poesia sindhi durant gran part d'aquest període.
Una altra part famosa de la literatura sindhi medieval és una gran quantitat de contes populars, adaptats i readaptats en vers per molts bards en diverses èpoques i possiblement molt més antics que les primeres atestacions literàries. Entre ells figuren epopeies romàntiques com Sassui Punnhun, Sohni Mahiwal, Momal Rano, Noori Jam Tamachi, Lilan Chanesar i altres.
El poeta sindhi més gran va ser Shah Abdul Latif Bhittai (1689/1690-1752), els versos del qual van ser recopilats al Shah Jo Risalo pels seus seguidors. Encara que són principalment sufís, els seus versos també relaten contes tradicionals sindhi i aspectes de la història cultural de Sind.
La primera traducció al sindhi de l'Alcorà va ser realitzada per Akhund Azaz Allah Muttalawi (1747-1824) i publicada a Gujarat el 1870. La primera que va aparèixer impresa va ser la de Muhammad Siddiq el 1867.

### Sindhi modern (1843-present)
El Sind va ser ocupada per l'exèrcit britànic i annexada a la Presidència de Bombai el 1843. Poc després, el 1848, el governador George Clerk va establir el sindhi com a llengua oficial a la província, eliminant el domini literari del persa. Sir Bartle Frere, el llavors comissari de Sind, va dictar ordres el 29 d'agost de 1857, aconsellant als funcionaris de Sind que passessin un examen en sindhi. També va ordenar l'ús del sindhi als documents oficials. El 1868, la Presidència de Bombai va encarregar a Narayan Jagannath Vaidya que substituís l'abjad utilitzat en sindhi per l'escriptura khudabadi. La Presidència de Bombai va decretar l'escriptura estàndard, cosa que va provocar l'anarquia a la regió de majoria musulmana. Van seguir forts disturbis, després dels quals les autoritats britàniques van imposar dotze lleis marcials. La concessió de l'estatus oficial al sindhi i les reformes de l'escriptura van marcar el començament del desenvolupament de la literatura sindhi moderna.
Les primeres obres impreses en sindhi es van editar a la impremta Muhammadi de Bombai a partir de 1867. Incloïen relats islàmics en vers de Muhammad Hashim Thattvi, un dels erudits religiosos més coneguts de Sind.
La partició de l'Índia el 1947 va fer que la majoria dels parlants de sindhi acabessin al nou Estat del Pakistan, cosa que va donar lloc a un impuls per establir una forta identitat lingüística subnacional per al sindhi. Això es va manifestar en la resistència a la imposició de l'urdú i, finalment, en el nacionalisme sindhi a la dècada de 1980.
La llengua i l'estil literari dels escrits contemporanis a sindhi al Pakistan i l'Índia divergien notablement a finals del segle XX; els autors del primer país prenien molt de l'urdú, mentre que els del segon estaven molt influïts per l'hindi.